# Unité urbaine de Biganos
L'unité urbaine de Biganos est une unité urbaine française centrée sur la ville de Biganos  département de la Gironde.

## Données globales
En 2010, selon l'Insee, l'unité urbaine de Biganos est composée de deux communes, toutes situées dans l'arrondissement d'Arcachon, subdivision administrative du département de la Gironde.
L'unité urbaine de Biganos représente un pôle urbain de l'aire urbaine de Bordeaux.

## Délimitation de l'unité urbaine de 2010
Liste des communes appartenant à l'unité urbaine de Biganos selon la nouvelle délimitation de 2010 et sa population municipale.
| Nom     | Code Insee | Statut | Superficie (km2) | Population (dernière pop. légale) | Densité (hab./km2) |
| ------- | ---------- | ------ | ---------------- | --------------------------------- | ------------------ |
| Audenge | 33019      |        | 82,09            | 9 550 (2022)                      | 116                |
| Biganos | 33051      |        | 52,73            | 11 303 (2022)                     | 214                |

## Évolution démographique
L'évolution démographique ci-dessous concerne l'unité urbaine de Biganos délimitée selon le périmètre de 2010.
| 1968  | 1975  | 1982  | 1990  | 1999   | 2009   | 2014   | 2016   | 2018   | 2022   |
| ----- | ----- | ----- | ----- | ------ | ------ | ------ | ------ | ------ | ------ |
| 6 447 | 6 945 | 7 263 | 8 889 | 10 898 | 15 277 | 17 194 | 18 123 | 19 257 | 20 853 |

### Articles externes
- L'unité urbaine de Biganos sur le splaf Gironde
- Composition communale de l'unité urbaine de Biganos selon le nouveau zonage de 2010